# کلودیا ماریا پاستور
کلودیا ماریا پاستور (انگلیسی: Cláudia Maria Pastor؛ زادهٔ ۱۵ ژوئیهٔ ۱۹۷۱) بازیکن بسکتبال اهل برزیل است.